# Tripur
Tripur (Nepali त्रिपुर) ist eine Stadt (Munizipalität) im Distrikt Dang Deukhuri im Südwesten von Nepal.
Die Stadt entstand Ende 2014 durch die Zusammenlegung der Village Development Committees Dhikpur, Hapur und Narayanpur.
Sie liegt am Fluss Babai im Inneren Terai.
Im Osten grenzt Tripur an Ghorahi.
Das Stadtgebiet umfasst 117 km².

## Einwohner
Bei der Volkszählung 2011 hatten die VDCs, aus welchen die Stadt Tripur hervorging, 41.183 Einwohner (davon 18.617 männlich) in 8951 Haushalten.